# جوزيف ويلسون (لاعب كرة قدم)
جوزيف ويلسون (بالإنجليزية: Joseph Wilson)‏ (2 ديسمبر 1929 - ) هو لاعب كرة قدم غاني في مركز الوسط. شارك مع منتخب غانا لكرة القدم.

## وصلات خارجية
- جوزيف ويلسون على موقع الاتحاد الدولي (مؤرشف)  (الإنجليزية)
- جوزيف ويلسون على موقع قاعدة بيانات كرة القدم.إي يو (الإنجليزية)
- جوزيف ويلسون على موقع قاعدة بيانات كرة القدم.إي يو (الإنجليزية)
- جوزيف ويلسون على موقع أوليمبيديا (الإنجليزية)